# Diệt Slime suốt 300 năm, tôi level MAX lúc nào chẳng hay
Diệt Slime suốt 300 năm, tôi level MAX lúc nào chẳng hay (Nhật: スライム倒して300年、知らないうちにレベルMAXになってました Hepburn: Suraimu taoshite sanbyaku nen, shiranai uchi ni Reberu Makkusu ni nattemashita) là một bộ light novel Nhật Bản do Morita Kisetsu sáng tác và Benio vẽ tranh minh họa. Tác phẩm được đăng trên Shōsetsuka ni Narō từ năm 2016 và được xếp hạng cao nhất vào ngày hôm đó, đồng thời nó cũng là cuốn light novel bán chạy nhất trong lịch sử của GA Novel. Sau đó, light novel đã được xuất bản tập 1 vào năm 2017 bởi nhà xuất bản SB Creative. Tác phẩm này cũng đã được chuyển nhượng bản quyền cho Yen Press tại Bắc Mĩ và Tsuki Lightnovel tại Việt Nam. Bộ light novel được chuyển thể thành manga và đăng trên GA Gan Gan bởi nhà xuất bản Square Enix.

## Nội dung
Azusa là một kẻ "cuồng công việc", không yêu đương, không bạn bè, không niềm vui và sở thích, cô cống hiến cuộc đời mình cho công việc. Và kết quả là, Azusa chết vì làm việc quá sức. Nhờ phép màu, cô được tái sinh trong dáng hình của một phù thủy 17 tuổi trường sinh bất lão.
Quyết tâm sống thật khác kiếp trước, Azusa nhàn nhã diệt slime suốt 300 năm và đã vô tình đạt level max. Sức mạnh đi đôi với những phiêu lưu mạo hiểm mới mà Azusa chưa từng đối mặt trong đời. Nhưng cũng giờ đó cô có được niềm vui, có bạn vè và gia đình mới...

## Nhân vật
Azusa Aizawa (アズサ・アイザワ) / Aizawa Azusa (相沢 梓 , tên ở kiếp trước)
Lồng tiếng bởi: Yūki Aoi
Nhân vật chính. Được biết đến với tên gọi "Phù thủy cao nguyên". Được chuyển kiếp thành một phù thủy 17 tuổi xinh đẹp với khả năng trường sinh bất lão. Kiếp trước chết vì làm việc quá sức nên kiếp này khá nhạy cảm với lao động nặng nhọc.
Laika (ライカ Raika)
Lồng tiếng bởi: Hondo Kaede
Cô gái của tộc rồng đỏ (Red Dragon), đệ tử của phù thủy cao nguyên, khoảng 300 tuổi. Trước đây thường quá kiêu hãnh vì sức mạnh, sau đó được Azusa cải tạo tâm tính. Là một người chỉn chu, chính trực, có ý thức cao. Rất hợp với trang phục hầu gái. Rất hay ngượng, đặc biệt là khi được khen là dễ thương.
Falfa (ファルファ Farufa)
Lồng tiếng bởi: Senbongi Sayaka
Một cô bé được sinh ra từ sự quy tụ của các tinh linh Slime bị Azusa diệt, nên nhận Azusa là mẹ. Không biết che giấu cảm xúc của bản thân và rất yêu mẹ Azusa.
Shalsha (シャルシャ Sharusha)
Lồng tiếng bởi: Tanaka Minami
Em gái sinh đôi của Falfa, cũng sinh ra từ sự quy tụ tinh linh Slime bị Azusa diệt, là người luôn quan tâm đến người khác và để tâm đến mọi thứ dù là nhỏ nhất, cũng rất yêu mẹ Azusa.
Halkara (ハルカラ Harukara)
Lồng tiếng bởi: Harada Sayaka
Là cô gái tộc elf - đệ tử thứ hai của Azusa. Có ngoại hình hoàn hảo ai cũng ghen tị, thu hút mọi ánh nhìn và được mọi người trong gia đình (đặc biệt là Azusa) thán phục và ngưỡng mộ... Nhưng cũng không thể thay đổi được sự thật cô là người luôn gây ra những rắc rối.. Halkara khá giỏi về lĩnh vực bào chế thuốc và kinh doanh, là người đã phát minh ra rượu dinh dưỡng và sỡ hữu một xưởng sản xuất ở Natsukute.
Beelzebub (ベルゼブブ Beruzebubu)
Lồng tiếng bởi: Numakura Manami
Là bộ trưởng bộ nông nghiệp của Ma tộc với tên gọi Vua Ruồi. Đặc biệt yêu thích "Rượu dinh dưỡng" của Halkara và hai chị em Falfa-Shalsha. Thường xuyên đến thăm nhà Phù thủy cao nguyên. Là "người chị" đáng tin cậy của Azusa. Beelzebub từng bị hiểu lầm rằng đang truy nã Halkara. Điều này đã khiến cho gia đình Azusa lo sợ vì Beelzebub là quỷ thượng cấp đã sống hơn 1500 năm. Nhưng khi hiểu lầm được giải quyết, Beelzebub  trở nên thân thiết với gia đình Azusa hơn và gần như là một thành viên trong gia đình của phù thủy cao nguyên.
Provat Pecora Allières (プロヴァト・ペコラ・アリエース Purovato Pekora Ariēsu)
Lồng tiếng bởi: Tamura Yukari
Gọi tắt là Pecora. Là ma vương của đất nước Ma tộc. Cô rất thích sử dụng uy quyền và sự ảnh hưởng cả mình để điều khiển Azusa và thuộc hạ xung quanh, có tính khí như một tiểu ác ma. Là một người thích bị ngược, "muốn đi theo những người mạnh hơn mình" và mê mẩn Azusa.
Flatorte (フラットルテ Furattorute)
Lồng tiếng bởi: Waki Azumi
Cô gái của tộc rồng xanh (Blue Dragon), bắt đầu sống ở ngôi nhà của phù thủy cao nguyên sau sự kiện Azusa được nhận huy chương vì đã giúp dựng nên hòa bình giữa hai tộc. Flatorte hầu như luôn cạnh tranh hơn thua với Laika, nhất là khi vừa mới bắt đầu sống ở ngôi nhà trên cao nguyên.
Rosalie (ロザリー Rozarī)
Lồng tiếng bởi: Sugiyama Riho
Hồn ma thiếu nữ ở ngôi nhà trên cao nguyên. Không ngại việc bản thân là hồn ma, rất quan tâm đến Azusa - người luôn giúp đỡ cô.
Fatla (ファートラ Fātora)
Thư kí Leviathan của Beelzebub. Cô là một người rất có năng lực và là chị của Vania.
Vania (ヴァーニア Vānia)
Thư kí Leviathan của Beelzebub. Cô là một người hậu đậu nhưng nấu ăn cực ngon, là em của Fatla.
Võ đạo gia Slime (武道家スライム Budōka Suraimu)
Tên được rút gọn lại thành Bussula (ブッスラー Bussurā). Một võ sư là slime hóa thành người, luôn hết mình vì võ thuật. Muốn xây dựng môn võ thuật cận chiến mạnh nhất với "Slime quyền phái Bussula", và rất thích tiền, là đệ tử của Beelzebub.

## Các chuyển thể

### Light Novel
| #  | Phát hành Tiếng Nhật      | Phát hành Tiếng Nhật                               | Phát hành Tiếng Việt      | Phát hành Tiếng Việt |
| #  | Ngày phát hành            | ISBN                                               | Ngày phát hành            | ISBN                 |
| -- | ------------------------- | -------------------------------------------------- | ------------------------- | -------------------- |
| 1  | ngày 14 tháng 1 năm 2017  | 978-4-7973-9044-5                                  | ngày 6 tháng 12 năm 2017  | 978-604-77-4031-4    |
| 2  | ngày 15 tháng 4 năm 2017  | 978-4-7973-9176-3                                  | ngày 7 tháng 3 năm 2018   | 978-604-77-4375-9    |
| 3  | ngày 15 tháng 7 năm 2017  | 978-4-7973-9295-1                                  | ngày 7 tháng 3 năm 2018   | 978-604-77-4376-6    |
| 4  | ngày 13 tháng 10 năm 2017 | 978-4-7973-9296-8                                  | ngày 30 tháng 8 năm 2018  | 978-604-77-5088-7    |
| 5  | ngày 15 tháng 1 năm 2018  | 978-4-7973-9297-5 978-4-7973-9298-2 (bản đặc biệt) | ngày 12 tháng 12 năm 2018 | 978-604-77-5413-7    |
| 6  | ngày 15 tháng 1 năm 2018  | 978-4-7973-9617-1                                  | ngày 16 tháng 5 năm 2019  | 978-604-55-4179-1    |
| 7  | ngày 14 tháng 7 năm 2018  | 978-4-7973-9619-5 978-4-7973-9618-8 (bản đặc biệt) | ngày 1 tháng 11 năm 2019  | 978-604-77-6840-0    |
| 8  | ngày 15 tháng 11 năm 2018 | 978-4-7973-9913-4                                  | ngày 22 tháng 4 năm 2020  | 978-604-77-7856-0    |
| 9  | ngày 15 tháng 3 năm 2019  | 978-4-8156-0096-9 978-4-8156-0097-6 (bản đặc biệt) | ngày 4 tháng 9 năm 2020   | 978-604-77-8342-7    |
| 10 | ngày 9 tháng 8 năm 2019   | 978-4-8156-0274-1                                  | ngày 4 tháng 5 năm 2021   | 978-604-77-9568-0    |
| 11 | ngày 12 tháng 12 năm 2019 | 978-4-8156-0275-8                                  | ngày 18 tháng 7 năm 2022  | 978-604-365-363-2    |
| 12 | ngày 14 tháng 4 năm 2020  | 978-4-8156-0559-9 978-4-8156-0276-5 (bản đặc biệt) | ngày 27 tháng 3 năm 2023  | 978-6-0439-2470-1    |
| 13 | ngày 14 tháng 7 năm 2020  | 978-4-8156-0705-0                                  | ngày 27 tháng 10 năm 2023 | 978-6-0477-7571-2    |
| 14 | ngày 14 tháng 10 năm 2020 | 978-4-8156-0650-3 (bản đặc biệt)                   | —                         | —                    |
| 15 | ngày 14 tháng 1 năm 2021  | 978-4-8156-0706-7                                  | —                         | —                    |
| 16 | ngày 14 tháng 4 năm 2021  | 978-4-8156-0708-1 978-4-8156-0707-4 (bản đặc biệt) | —                         | —                    |
| 17 | ngày 12 tháng 6 năm 2021  | 978-4-8156-1090-6                                  | —                         | —                    |
| 18 | ngày 14 tháng 9 năm 2021  | 978-4-8156-1091-3                                  | —                         | —                    |
| 19 | ngày 14 tháng 12 năm 2021 | 978-4-8156-1347-1                                  | —                         | —                    |
| 20 | ngày 14 tháng 4 năm 2022  | 978-4-8156-1393-8                                  | —                         | —                    |
| 21 | ngày 11 tháng 8 năm 2022  | 978-4-8156-1640-3                                  | —                         | —                    |
| 22 | ngày 16 tháng 1 năm 2023  | 978-4-8156-1640-3                                  | —                         | —                    |
| 23 | ngày 14 tháng 7 năm 2023  | 978-4-8156-1640-3                                  | —                         | —                    |
| 24 | ngày 14 tháng 11 năm 2023 | 978-4-8156-2035-6                                  | —...                      | —                    |
| 25 | ngày 9 tháng 8 năm 2024   | 978-4-8156-2707-2                                  | —...                      | —                    |
| 26 | ngày 15 tháng 12 năm 2024 | 978-4-8156-2708-9                                  | —...                      | —                    |
| 27 | ngày 12 tháng 4 năm 2025  | 978-4-8156-2709-6                                  | —...                      | —                    |
| 28 | ngày 14 tháng 6 năm 2025  | 978-4-8156-3200-7                                  | —...                      | —                    |
| 29 | ngày 15 tháng 1 năm 2026  | 978-4-8156-3732-3                                  | —...                      | —                    |

### Manga
Square Enix đã đăng tải bản chuyển thể Manga được vẽ bởi Yusuke Shiba trên web Gangan Online vào tháng 6/2017. Tính đến nay, đã có 16 tập manga đã được xuất bản tại Nhật Bản.
| #  | Phát hành Nhật Bản        | Phát hành Nhật Bản                                 | Phát hành Việt Nam        | Phát hành Việt Nam |
| #  | Ngày phát hành            | ISBN                                               | Ngày phát hành            | ISBN               |
| -- | ------------------------- | -------------------------------------------------- | ------------------------- | ------------------ |
| 1  | Ngày 12 tháng 1 năm 2018  | 978-4-7575-5582-2                                  | Ngày 1 tháng 9 năm 2020   | 978-604-77-8341-0  |
| 2  | Ngày 22 tháng 6 năm 2018  | 978-4-7575-5751-2                                  | Ngày 10 tháng 11 năm 2020 | 978-604-77-8547-6  |
| 3  | Ngày 13 tháng 11 năm 2018 | 978-4-7575-5912-7                                  | Ngày 17 tháng 12 năm 2020 | 978-604-77-8628-2  |
| 4  | Ngày 13 tháng 4 năm 2019  | 978-4-7575-6085-7                                  | Ngày 20 tháng 4 năm 2021  | 978-604-77-9376-1  |
| 5  | Ngày 12 tháng 9 năm 2019  | 978-4-7575-6286-8                                  | Ngày 1 tháng 7 năm 2021   | 978-604-77-9734-9  |
| 6  | Ngày 12 tháng 2 năm 2020  | 978-4-7575-6502-9                                  | Ngày 15 tháng 10 năm 2021 | 978-604-34-5000-2  |
| 7  | Ngày 12 tháng 9 năm 2020  | 978-4-7575-6749-8                                  | Ngày 14 tháng 1 năm 2022  | 978-604-34-5175-7  |
| 8  | Ngày 12 tháng 3 năm 2021  | 978-4-7575-7122-8 978-4-7575-7123-5 (bản đặc biệt) | Ngày 10 tháng 6 năm 2022  | 978-604-345-977-7  |
| 9  | Ngày 11 tháng 6 năm 2021  | 978-4-7575-7321-5                                  | Ngày 10 tháng 6 năm 2022  | 978-604-345-978-4  |
| 10 | Ngày 10 tháng 12 năm 2021 | 978-4-7575-7630-8                                  | Ngày 13 tháng 1 năm 2023  | 978-604-365-901-6  |
| 11 | Ngày 10 tháng 6 năm 2022  | 978-4-7575-7965-1                                  | Ngày 15 tháng 2 năm 2023  | 978-604-392-013-0  |
| 12 | Ngày 12 tháng 12 năm 2022 | 978-4-7575-8307-8                                  | Ngày 9 tháng 6 năm 2023   | 978-6-0439-2921-8  |
| 13 | Ngày 12 tháng 7 năm 2023  | 978-4-7575-8663-5                                  | —                         | —                  |
| 14 | Ngày 9 tháng 2 năm 2024   | 978-4-7575-9050-2                                  | —                         | —                  |
| 15 | Ngày 9 tháng 8 năm 2024   | 978-4-7575-9353-4                                  | —                         | —                  |
| 16 | Ngày 12 tháng 3 năm 2025  | 978-4-7575-9739-6                                  | —                         | —                  |

### Anime
Một anime truyền hình đã được thông báo trong buổi phát trực tiếp của sự kiện "GA Fes 2019" được tổ chức vào 19 Tháng 10, 2019. Series được thực hiện bởi studio Revoroot và đạo diễn bởi Nobukage Kimura, với sự tham gia của Takahashi Tatsuya, Goto Keisuke thiết kế các nhân vật và Inai Keiji sáng tác nhạc cho bộ phim. Bộ phim được công chiếu vào ngày 10 tháng 4 năm 2021 trên AT-X, Tokyo MX, và BS11. Yūki Aoi biểu diễn bài hát chủ đề mở đầu "Gudafuwa Everyday" (ぐだふわエブリデー Gudafuwa Eburidē), trong khi Waki Azumi biểu diễn ca khúc chủ đề kết thúc "Viewtiful Days!". Crunchyroll cấp phép cho bộ truyện bên ngoài châu Á. Ở Đông Nam Á và Nam Á, Muse Communication đã cấp phép cho loạt phim này và sẽ phát trực tuyến trên iQIYI, Bilibili, CATCHPLAY+, và các nền tảng khác. Công ty cũng đã cấp phép anime cho Animax Asia để phát sóng trên TV.
Mùa thứ hai của anime được công bố vào ngày 4 tháng 1 năm 2022 và hiện đang được sản xuất, bộ phim phát sóng từ ngày 5 tháng 4 năm 2025 đến 21 tháng 4 năm 2025. Bài hát chủ đề mở đầu là "So Lucky" do Yui Ogura trình bày, còn bài hát chủ đề kết thúc là "Eeny, Meeny, Miny, Moe" (イニミニマニモ) do Aguri Ōnishi thể hiện.

#### Tập phim

##### Mùa 1 (2021)
| TT. tổng thể | TT. trong mùa phim | Tiêu đề | Đạo diễn                          | Biên kịch         | Ngày phát hành gốc  |
| ------------ | ------------------ | --- | --------------------------------- | ----------------- | ------------------- |
| 1            | 1                  | "Đạt đến Level MAX" Chuyển ngữ: "Reberu Makkusu ni Natteita" (tiếng Nhật: レベルMAXになっていた)                                                          | Kimura Nobikage                   | Takahashi Tatsuya | 10 tháng 4 năm 2021 |
| 2            | 2                  | "Con gái đến" Chuyển ngữ: "Musume ga kita" (tiếng Nhật: 娘が来た)                                                                                         | Tomii Nanase                      | Yasunaga Yutaka   | 17 tháng 4 năm 2021 |
| 3            | 3                  | "Elf đến" Chuyển ngữ: "Erufu ga knita" (tiếng Nhật: エルフが来た)                                                                                         | Imaizumi Ryūta & Kumeda Yoshiyuki | Fukushima Naohiro | 24 tháng 4 năm 2021 |
| 4            | 4                  | "Dự đám cưới rồng" Chuyển ngữ: "Doragon no kekkonshiki ni itta" (tiếng Nhật: ドラゴンの結婚式に行った)                                                    | Takahiro Ōkawa                    | Yasunaga Yutaka   | 1 tháng 5 năm 2021  |
| 5            | 5                  | "Hồn ma xuất hiện" Chuyển ngữ: "Yūrei ga deta" (tiếng Nhật: 幽霊が出た)                                                                                   | Yasunori Gotō                     | Fukushima Naohiro | 8 tháng 5 năm 2021  |
| 6            | 6                  | "Leviathan đến" Chuyển ngữ: "Rivaiasan ga kita" (tiếng Nhật: リヴァイアサンが来た)                                                                        | Takada Kyōsuke                    | Takahashi Tatsuya | 15 tháng 5 năm 2021 |
| 7            | 7                  | "Lỡ tay đánh bại Ma vương" Chuyển ngữ: "Maō o taoshichatta" (tiếng Nhật: 魔王を倒しちゃった)                                                              | Omata Shin'ichi                   | Takahashi Tatsuya | 22 tháng 5 năm 2021 |
| 8            | 8                  | "Kẻ giả mạo Phù thủy Cao nguyên đến" Chuyển ngữ: "Kōgen no majo no nisemono ga deta" (tiếng Nhật: レベルMAXになっていた)                                  | Yamamoto Ryūta                    | Fukushima Naohiro | 29 tháng 5 năm 2021 |
| 9            | 9                  | "Con gái không thể hoàn hình sau khi biến thành Slime" Chuyển ngữ: "Musume ga suraimu kara modorenaku natta" (tiếng Nhật: 娘がスライムから戻れなくなった) | Imaizumi Ryūta & Kumeda Yoshiyuki | Yasunaga Yutaka   | 5 tháng 6 năm 2021  |
| 10           | 10                 | "Nghệ sĩ hát rong đến" Chuyển ngữ: "Gin'yū shijin ga kita" (tiếng Nhật: 吟遊詩人が来た)                                                                   | Tomii Nanase                      | Yasunaga Yutaka   | 12 tháng 6 năm 2021 |
| 11           | 11                 | "Ăn nấm hóa thành trẻ con" Chuyển ngữ: "Kinoko wo tabete kodomo ni natta" (tiếng Nhật: キノコを食べて子供になった)                                        | Kashiwa Atsushi                   | Takahashi Tatsuya | 19 tháng 6 năm 2021 |
| 12           | 12                 | "Mở quán trà" Chuyển ngữ: "Kissaten o hiraita" (tiếng Nhật: 喫茶店を開いた)                                                                               | Kimura Nobukage                   | Fukushima Naohiro | 26 tháng 6 năm 2021 |

##### Mùa 2 (2025)
| TT. tổng thể | TT. trong mùa phim | Tiêu đề | Đạo diễn          | Bảng phân cảnh     | Ngày phát hành gốc  |
| ------------ | ------------------ | --- | ----------------- | ------------------ | ------------------- |
| 13           | 1                  | "Nữ Thần đến" Chuyển ngữ: "Kamisama ga Kita" (tiếng Nhật: 神様が来た)                                                    | Kanbara Toshiaki  | Fukushima Naohiro  | 5 tháng 4 năm 2025  |
| 14           | 2                  | "Truy tìm undead" Chuyển ngữ: "Andeddo o sōsaku shita" (tiếng Nhật: アンデッドを捜索した)                                | Yamamoto Ryuta    | Yasunaga Yutaka    | 12 tháng 4 năm 2025 |
| 15           | 3                  | "Tới nhà Beelzebub" Chuyển ngữ: "Beruzebubu no Ie ni Itta" (tiếng Nhật: ベルゼブブの家に行った)                          | Takahashi Tatsuya | Kuzuhara Shuji     | 19 tháng 4 năm 2025 |
| 16           | 4                  | "Truy tìm Mandragora" Chuyển ngữ: "Mandoragora o sagasu koto ni natta" (tiếng Nhật: マンドラゴラを探すことになった)      | Yamamoto Ryuta    | Kuzuhara Shuji     | 26 tháng 4 năm 2025 |
| 17           | 5                  | "Làm con của mẹ Yufufu" Chuyển ngữ: "Yufufu Mama no Musume ni Natta" (tiếng Nhật: ユフフママの娘になった)                | Kanbara Toshiaki  | Fukushima Naohiro  | 3 tháng 5 năm 2025  |
| 18           | 6                  | "Laika tham dự đại hội võ thuật" Chuyển ngữ: "Raika ga bujutsu taikai ni deta" (tiếng Nhật: ライカが武術大会に出た)      | Onoda Yusuke      | Fukushima Naohiro  | 10 tháng 5 năm 2025 |
| 19           | 7                  | "Gặp gỡ tinh linh cây thông" Chuyển ngữ: "Matsunoseirei ni atta" (tiếng Nhật: 松の精霊に会った)                          | Tanizawa Atsuji   | Yasunaga Yutaka    | 17 tháng 5 năm 2025 |
| 20           | 8                  | "Đi tắm biển" Chuyển ngữ: "Kaisuiyoku ni itta" (tiếng Nhật: 海水浴に行った)                                              | Yamamoto Ryuta    | Yasunaga Yutaka    | 24 tháng 5 năm 2025 |
| 21           | 9                  | "Gặp gỡ vua ác linh" Chuyển ngữ: "Akuryō no heika to atta" (tiếng Nhật: 悪霊の陛下と会った)                              | Kanbara Toshiaki  | Kuzuhara Shuji     | 31 tháng 5 năm 2025 |
| 22           | 10                 | "Sinh nhật ma vương đến rồi" Chuyển ngữ: "Maō no otanjōkai ni itta" (tiếng Nhật: 魔王のお誕生会に行った)                 | Onoda Yusuke      | Fukushima Naohiro  | 7 tháng 6 năm 2025  |
| 23           | 11                 | "Chiến đấu với vị thần có truyền thống" Chuyển ngữ: "Dentō Aru Kamisama to Tatakatta" (tiếng Nhật: 伝統ある神様と戦った) | Tanizawa Atsushi  | Yasunaga Yutaka    | 14 tháng 6 năm 2025 |
| 24           | 12                 | "Năm nay mở quán cà phê tiếp" Chuyển ngữ: "Kotoshi mo Kissaten o Hiraita" (tiếng Nhật: 今年も喫茶店を開いた)             | Kanbara Toshiaki  | Sugishima Kunihisa | 21 tháng 6 năm 2025 |